# Danilo Bueno
Pour les articles homonymes, voir Bueno.
Danilo Bueno, de son nom complet Danilo Petrolli Bueno, est un footballeur brésilien né le 7 décembre 1983 à Monte Alegre do Sul.
Il évolue au poste de milieu offensif.

## Biographie
Lors de la saison 2008-2009 de Série B brésilienne, il est élu meilleur joueur du championnat lors de la seconde phase de la saison.
Le 10 juin 2010, il signe un contrat de 4 années au profit de l'Étoile sportive du Sahel (Tunisie) ; le transfert est évalué à 850 000 $ dont 400 000 $ pour son ancien club de Bragantino (Brésil).
Avant de signer avec le club tunisien, il était suivi de près par le Stade rennais FC, le Calcio Catane, le CSKA Moscou, et un club brésilien de Série A, le São Paulo FC.
Actuellement, il joue au sein du club de Mersin Idman Yurdu SK (Turquie), après un transfert évaluant plus de 500 000 $.